# المنصورة (ولاية تلمسان)
المنصورة مدينة وبلدية من بلديات دائرة المنصورة بولاية تلمسان الجزائرية.
بفضل تاريخها التليد كونها تزخر برمز منطقة تلمسان وهي صومعة مسجد المنصورة والذي بناه المرينيون أثناء حصار عاصمة الزيانيين تلمسان (1299-1307) وبالطبيعة الجميلة التي تمتاز بها، وذلك بفضل تربتها الخصبة وهيمنة أشجار الزيتون والكرز على المنطقة، يجعل من بلدية المنصورة مركزا هاما بالتجمع تلمسان الكبرى.

## تطور العمران
تعتبر بلدية المنصورة وخاصة حي إمامة الذي يعتبر القلب النابض للبلدية، وسط مدينة تلمسان الكبرى الذي بدأ يخطف الأنوار من المدينة القديمة. ويعود النمو الهائل للمدينة ليس فقط لإعادة التنظيم الإداري 1984 ولكن أيضا وقبل كل شيء ظاهرة التعمير كونها رافدا مهما للمدينة تلمسان ولتوسعها الطبيعي . ويتهم النمو القوي، أي بزيادة قدرها 15.451 نسمة بمعدل 82.5 بالمائة في الفترة من 1987 إلى 1998، بينما خلال الفترة السابقة تضاعف عدد السكان ثلاث مرات.
وفي آخر تعداد للسكان في عام 1998 كان هناك 34.701 نسمة. ولا تزال عملية التوسع جارية، مثل القطب الجامعي الذي لعب دورا هاما في الإجار عمراني لم يسبق له مثيل. بحيث سيكون في القطب الجديد وحده ما يربو عن 90.000 مقعد بيداغوجي. إضافة إلى 30.000 مقعد موجود زيادة على المشاريع بنيوية كدار القضاء الجديدة ومديرية الحماية المدنية مديرية لمجاهدين مديرية الصيد البحري، ثلاث مراكز للتكوين المهني ثلاث ثانويات يجعل من بلدية المنصورة البديل الطبيعي عن وسط المدينة بتلمسان.

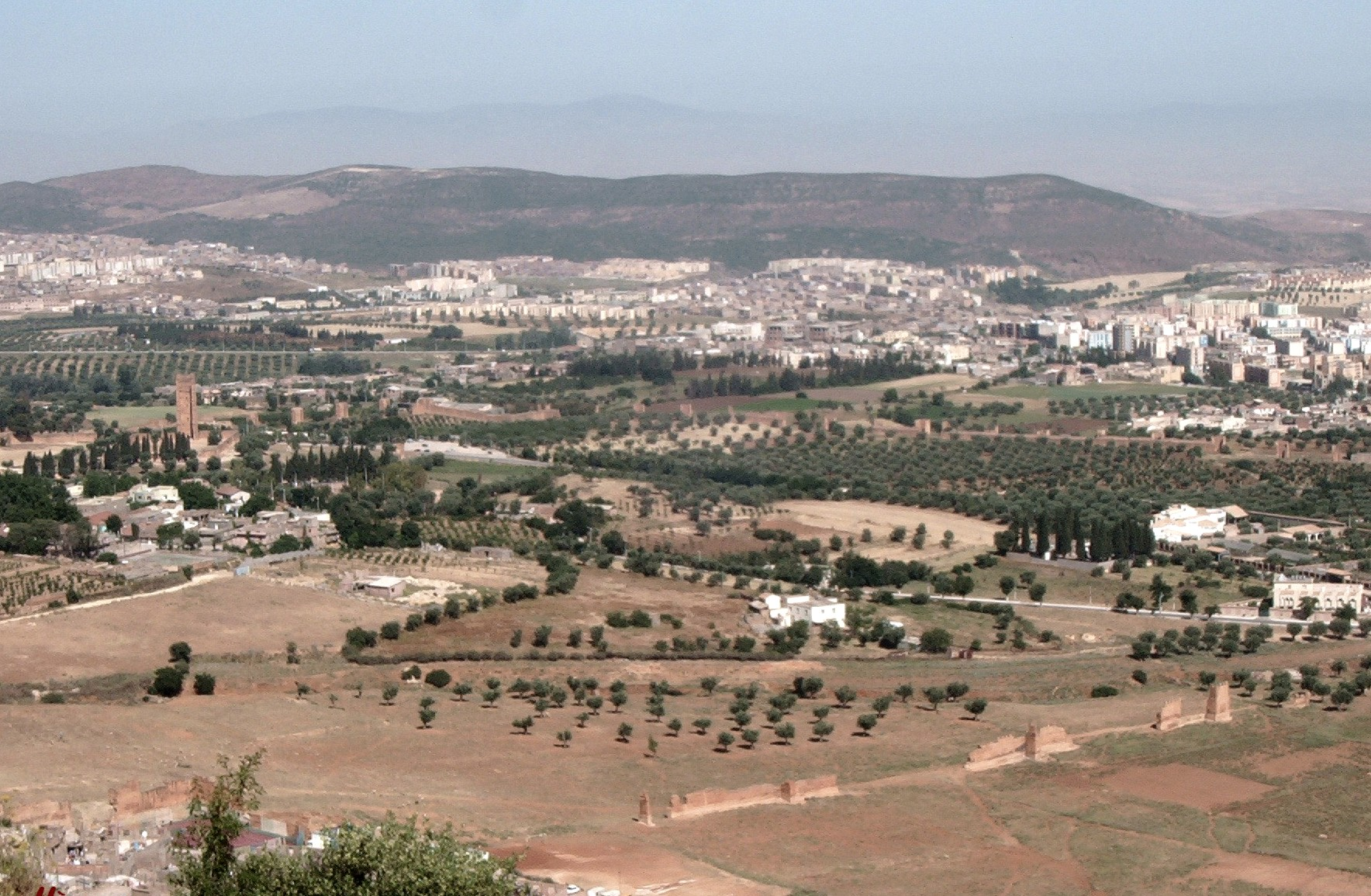
المنصورة
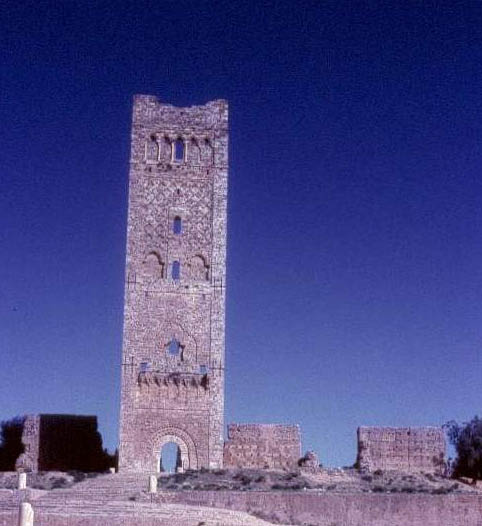
مئذنة المنصورة
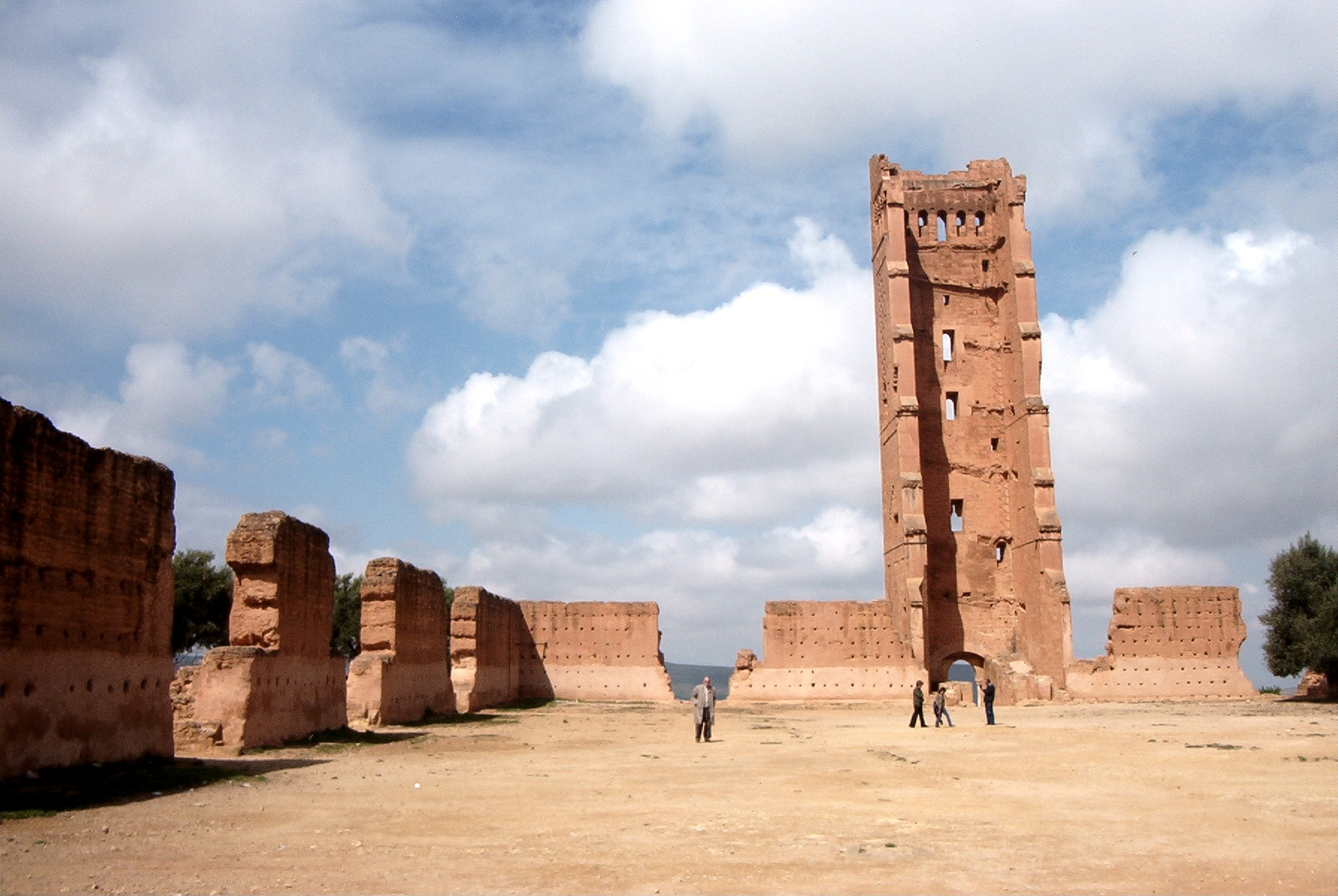
جامع المنصورة
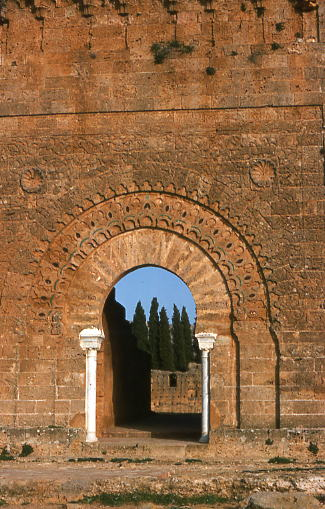
باب مئذنة المنصورة

## الآفاق
وبالتالي يشكل ضغطا كبيرا على تسيير هذا القطب الحضري. مثلا تغطية الحاجة من مياه الشرب. مع قدرة تخزين 15000 م3 و حجم التداول يقل عن 14000 م3 ، السد المفروش لا يمكن أن تستجيب وحده لتغذية جزء كبير من تلمسان على الرغم من أن منصورة استفادت مؤخرا عملية نقل المياه من آبار ارتوازية (بني مستار) بمعدل 300 ل/س وكذلك المجيء بمياه سد سكاك بعين يوسف إلا أن المشكلة تبقى مطروحة على الأقل في المدى البعيد.
ومما لا شك فيه، بسبب التوسع العمراني الجاري، وتواصل تطور على حساب المناطق الخضراء، سواء من جنوب جبال الناظور التي تبلغ ارتفاعه 1597 م، أن شمال البلدية يتألف عموما من التلال والهضاب ينبؤ بأن الترارة قريبة جدا.